# Баристер
Ба́ристер (англ. barrister) — категорія адвокатів у Великій Британії, які ведуть справи. Баристери — адвокати вищого рангу, ніж соліситори.
Наявність двох категорій адвокатів не відповідає сучасній світовій практиці і пояснюється, в основному, історичними причинами, консерватизмом англійської судової системи, складністю ведення судових справ у країнах англо-саксонської системи права (необхідністю застосування значної кількості судових прецедентів та відсутністю суворої системи правових актів), а також небажанням баристерів втрачати привілейованого положення і пов'язаних із цим матеріальних вигод.
Для отримання звання баристера необхідно мати вищу юридичну освіту, пройти трирічну підготовку в одній з адвокатських корпорацій (Лінкольнс-інн, Грейс-інн, Міддл-Темпл або Іннер-Темпл) і скласти іспити з правових дисциплін. Лише після цього кандидат стає членом адвокатської корпорації у званні баристера та отримує право виступати у всіх (в тому числі й вищих) судах. Зазвичай, баристер приймає справи до провадження лише опосередковано через соліситора (винятки являють карні справи, які баристер приймає сам).
Баристери тісно пов'язані з владною верхівкою англійської буржуазії та відіграють помітну роль у політичному житті країни. З числа баристерів, зазвичай, призначається атторней-генерал, а також судді вищих судів.